# Dionizije od Turja
Dionizije II. od plemena Turje (?, oko 1200. – ?, 1255.) bio je mađarski velikaš, ugarski palatin (1245. – 1246. i 1248.), prvi hrvatski herceg (1242. – 1245.) koji nije bio kraljevskog roda, slavonski (1241. – 1245.) i primorski ban (do 1245.). Bio je najistaknutiji predstavnik mađarskog roda Turje i jedan od najmoćnijih velikaša za vladavine hrvatsko-ugarskog kralja Bele IV. (1235. – 1270.).
Stupio je kao mladić u službu kralja Bele IV. i nalazio se u njegovoj pratnji. Istaknuo se 1241. godine u Bitki na rijeci Šaju, zbog čega je za zasluge dobio naslov slavonskog bana, a nešto kasnije i naslov primorskog bana. Nakon smrti hercega Kolomana iz dinastije Arpadovića, koji je preminuo od posljedica ozljede zadobivene u Bitki na rijeci Šaju, dobio je i naslov herceg, kao prva osoba nekraljevskog roda.
Godine 1242. pobjegao je s kraljem Belom IV. i dvorom iz Ugarske na jug u Hrvatsku, povlačeći se pred invazijom Tatara. Sljedeće godine je teško ranjen u sukobu protiv Mlečana kod Zadra. Tom je prilikom pomogao zadarskim protivnicima Mlečana da se nasele u gradu Ninu. Kralj ga je nagradio posjedima u Križevačkoj županiji za zasluge koje je stekao tijekom tatarske invazije.
Sudjelovao je 1244. godine u ratu između Splita i Trogira za selo Ostrog na području Kaštela te je tom prilikom, na kraljevu preporuku, sklopio mir s Mlečanima. Sukob je završio porazom Splita, koji je morao pristati na vrlo teške uvjete mira.
Prilikom krunidbe Belina sina Stjepana 1245. godine, Dionizije je imenovan šomođskim županom i palatinom.